# Codificació bipolar

1337, tal com es representa a la codificació bipolar, conegut com a AMI (inversió de marca alternativa).

En telecomunicacions, la codificació bipolar és un tipus de codi de línia de retorn a zero (RZ), on s'utilitzen dos valors diferents de zero, de manera que els tres valors són +, - i zero. Aquest senyal s'anomena senyal duobinari. Les codificacions bipolars estàndard estan dissenyades per ser equilibrades en corrent continu, passant la mateixa quantitat de temps en els estats + i -.
La raó per la qual la codificació bipolar es classifica com a retorn a zero (RZ) és que quan un canal codificat bipolar està inactiu, la línia es manté a un nivell "zero" constant, i quan està transmetent bits, la línia està en un +V. o -V estat corresponent al bit binari que s'està transmetent. Així, la línia sempre torna al nivell "zero" per indicar, opcionalment, una separació de bits o per indicar la inactivitat de la línia.

## Inversió de marca alternativa
Un tipus de codificació bipolar és un codi de disparitat aparellat, del qual l'exemple més senzill és la inversió de marca alternativa. En aquest codi, un 0 binari es codifica com a zero volts, com en la codificació unipolar, mentre que un 1 binari es codifica alternativament com a tensió positiva o negativa. El nom va sorgir perquè, en el context d'una portadora T, un "1" binari es coneix com a "marca", mentre que un "0" binari s'anomena "espai".

## Acumulació de tensió
L'ús d'un codi bipolar evita una acumulació significativa de CC, ja que els polsos positius i negatius promedian a zero volts. Es considera un avantatge poc o cap component de corrent continu perquè el cable es pot utilitzar per a distàncies més llargues i per portar energia a equips intermedis com ara repetidors de línia. El component DC es pot eliminar fàcilment i de manera econòmica abans que el senyal arribi al circuit de descodificació.

## Sincronització i zeros
La codificació bipolar és preferible a la no retorn a zero sempre que calguin transicions de senyal per mantenir la sincronització entre el transmissor i el receptor. Altres sistemes s'han de sincronitzar mitjançant alguna forma de comunicació fora de banda o afegir seqüències de sincronització de trama que no transportin dades al senyal. Aquests enfocaments alternatius requereixen un mitjà de transmissió addicional per al senyal de rellotge o una pèrdua de rendiment a causa de la sobrecàrrega, respectivament. Una codificació bipolar és sovint un bon compromís: les sèries d'uns no provocaran una manca de transicions.

## Detecció d'errors
Un altre avantatge de la codificació bipolar en comparació amb la unipolar és la detecció d'errors. En l'exemple de la portadora T, els senyals bipolars es regeneren a intervals regulars de manera que els senyals disminuïts per la distància no només s'amplifiquen, sinó que es detectin i recrearan de nou. Els senyals debilitats corromputs pel soroll poden provocar errors, una marca interpretada com a zero o zero com a marca positiva o negativa. Cada error d'un bit dona lloc a una violació de la regla bipolar. Cada violació bipolar d'aquest tipus (BPV) és una indicació d'un error de transmissió. (La ubicació de BPV no és necessàriament la ubicació de l'error original).

## Altres esquemes de codificació T1
Per als canals de dades, per evitar la necessitat d'establir sempre el bit 8 a 1, com s'ha descrit anteriorment, altres esquemes de codificació T1 (Codis AMI modificats) garanteixen transicions regulars independentment de les dades que es transportin. D'aquesta manera, s'aconsegueix un rendiment de dades de 64 kbit/s per canal. B8ZS és un format més nou per a Amèrica del Nord, on HDB3 és el tipus de codificació de línia original utilitzat a Europa i Japó.